# カリフォルニア大学サンタクルーズ校
カリフォルニア大学サンタクルーズ校（カリフォルニアだいがくサンタクルーズこう、英: University of California, Santa Cruz、UCSC）は、アメリカ合衆国カリフォルニア州サンフランシスコ近郊のサンタクルーズにある州立大学。カリフォルニア大学群の一校として1965年に開校した。
カリフォルニア大学の共通のモットーは "Fiat lux"（そこに光あれ/Let There Be Light）であり、大学のマスコットである黄色いナメクジ「バナナスラッグ」とかけた"Fiat Slug"の文言が散見される。

## 学業
研究分野では医学、天文学、物理学等において連邦政府出資による研究が盛んに行なわれている。NASAのエイムズ研究センターと共同研究しており、天文学は全米でも常に上位にランクされる。シリコンバレーに隣接している土地柄から、コンピューターサイエンスのカリキュラムにも力を入れている。人文科学では、言語学が高い評価を得ているほか、人種・ジェンダー・エスニシティ等の社会問題に関心が高い。
入学者の平均GPAは3.5前後で推移しており、一般的には難関校に位置づけられる。他のカリフォルニア大学群同様、パブリックアイビー（私立のアイビーリーグと同等の教育を行えると認識されている公立校）として数えられる。大学側はエイムズ研究センターとの提携強化や、シリコンバレーに新たな施設の建設を予定するなど、拡大路線を打ち出している。

## 校風
校風はカリフォルニア大学バークレー校の影響を強く受けており、リベラルで先進的な思考を好む。浅い歴史ではあるが、現在ではカリフォルニア大学群の中で最もリベラルと言われ、60年代のフリースピーチムーヴメントやヒッピームーヴメントに近い雰囲気を形成している。ただし、カレッジごと、専攻ごとにも雰囲気は異なる。他のカリフォルニア大学群と比較すると白人の占める比率は高く、学生の多くが中産階級以上の出自である。

## 環境
800ヘクタールを超える広大なキャンパスには牧場や森林、植物園があり、教室間の移動にはバスを利用することもある。また、オックスフォード大学やケンブリッジ大学と同じく、各々の校風や建物群を持つ複数のカレッジからなることが特徴である。建造物が丘陵の上部に集中しており、かつ森林の間に点在しているため、キャンパスの玄関口ともいえるBay StreetとHigh Streetの交差点（大学名を記した大きな木製の看板が、ここに設置されている）からは、その姿を窺うことは殆ど不可能である。
郊外型キャンパスのためバスや車を用いてダウンタウンと往復する学生が多い。
恵まれた自然を享受できることもあり、立地に関して学生の満足度は高い。サンタクルーズは近代サーフィン発祥の地であり、郊外に豊かな自然があるため、アウトドアが盛んであり、オニールなどのアウトドアブランドが拠点を構えている。
市街は落ち着いた小都市である。近隣の大都市はサンフランシスコやサンノゼ。

## キャンパスライフ

### スポーツ
テニス、サッカー、水球、水泳等、14の競技で全米大学体育協会大会に参加している。

### イベント
- ファーストレイン(First Rain) - 年度で最初の雨。キャンパスでネイキッドランが行われる。
- ハロウィン(Halloween) - カリフォルニアでも有数の規模となる仮装行列が市街で催される。
- 420(Four Twenty) - 4月20日。Porter Meadowに学生が集合する。

## ゆかりのある人物
- ジョナ・ペレッティ（起業家、卒業、The Huffington Postを共同設立、BuzzFeedを起業）
- キャリー・フクナガ（映画監督・脚本家、卒業、TRUE DETECTIVEでエミー賞最優秀監督賞）
- ケント・ナガノ（指揮者、転学、バイエルン国立歌劇場音楽監督）
- ヒューイ・P・ニュートン（政治活動家、博士号取得、ブラックパンサー党指導者）
- ブラッドリー・ノエル（歌手、中退、サブライム (バンド)のリードヴォーカル）
- マーヤ・ルドルフ（俳優・コメディアン、卒業、サタデーナイトライブのコメディエンヌとして有名）
- 久家慶子（地震学者、元海外特別研究員、京都大学大学院理学研究科教授）
- 白井美由里（商学者、慶應義塾大学商学部教授）
- 直野章子（社会学者、京都大学人文科学研究所教授）
- スーザン・ウォシッキー（米国YouTube社CEO、修士号取得）

その他、自然科学分野では天文学をはじめとする各分野での第一人者ら、社会科学分野ではピュリッツァー賞受賞者らを複数輩出している。